# 竹内サキ
竹内 サキ（たけうち さき、1979年 - ）は、日本のAV女優。

## 人物
日本人の父とハンガリー人の母を持つハーフである。

## 略歴
- 2008年にAVデビュー。
- その後、竹内 さき名義で出演。

## 作品

### アダルトビデオ
- 人妻萌えレオタード 竹内サキ（2008年3月13日、マルクス兄弟）
- ロシアとのハーフスーパー美女モデル竹内さきちゃんが母乳風俗店にいた（2008年4月18日、映天）
- 若奥さまは犯されたい 2（2008年5月16日、クリスタル映像）
- 僕の母は女検事 竹内さき（2008年5月16日、なでしこ）
- 魂の母乳かけシリーズ 2 エロな美人の母乳ママ（2008年5月24日、ルビー）
- 日常的人妻エロ妄想世界 竹内さき（2008年5月25日、ドリームステージ）
- 僕のおばさん 竹内さき（2008年5月25日、マドンナ）
- 初騙し中出しドキュメント 竹内さき（2008年6月5日、センタービレッジ）
- 昼下がりのふしだら奥さん 5（2009年6月25日、マドンナ）
- 近親相姦中出し白書 竹内さき（2008年7月8日、Yellow Duck）
- ベロチュ～接吻＆乳首やアナル舐めで手コキ責め（2008年7月13日、マルクス兄弟）
- デリバリーワイフ 竹内さき 佳恵（2008年7月25日、サイドビー）
- 成功率90％豊満限定 熟女ナンパ5 【金沢・岩手篇】（2008年7月26日、ルビー）
- 美熟女巨乳倶楽部3（2009年3月1日、NIRVANA）
- THE 中出し近●相姦～ 僕の母の職業は女○○（2009年2月20日、なでしこ）
- 初撮り年鑑　No1（2008年12月4日、センタービレッジ）･･･他出演：相沢さゆり・小谷美智子・有森理美・小柳倫子・江口恭子・森あけみ・杉本暁子・斉藤由美・森雪乃・皆美柚希・竹田千恵・桂木聡美・石橋ゆう子・笠原都子・山口真央・宮本冷子・山口美花・石井明菜・小早川京子・松坂聡子・小池麻美・神野美緒・野島恵子・平由美子・木内ともみ・松原久美子・金子香・西田典子・桜井あずさ・吉永美佐子・松下れい子